# Закрылок

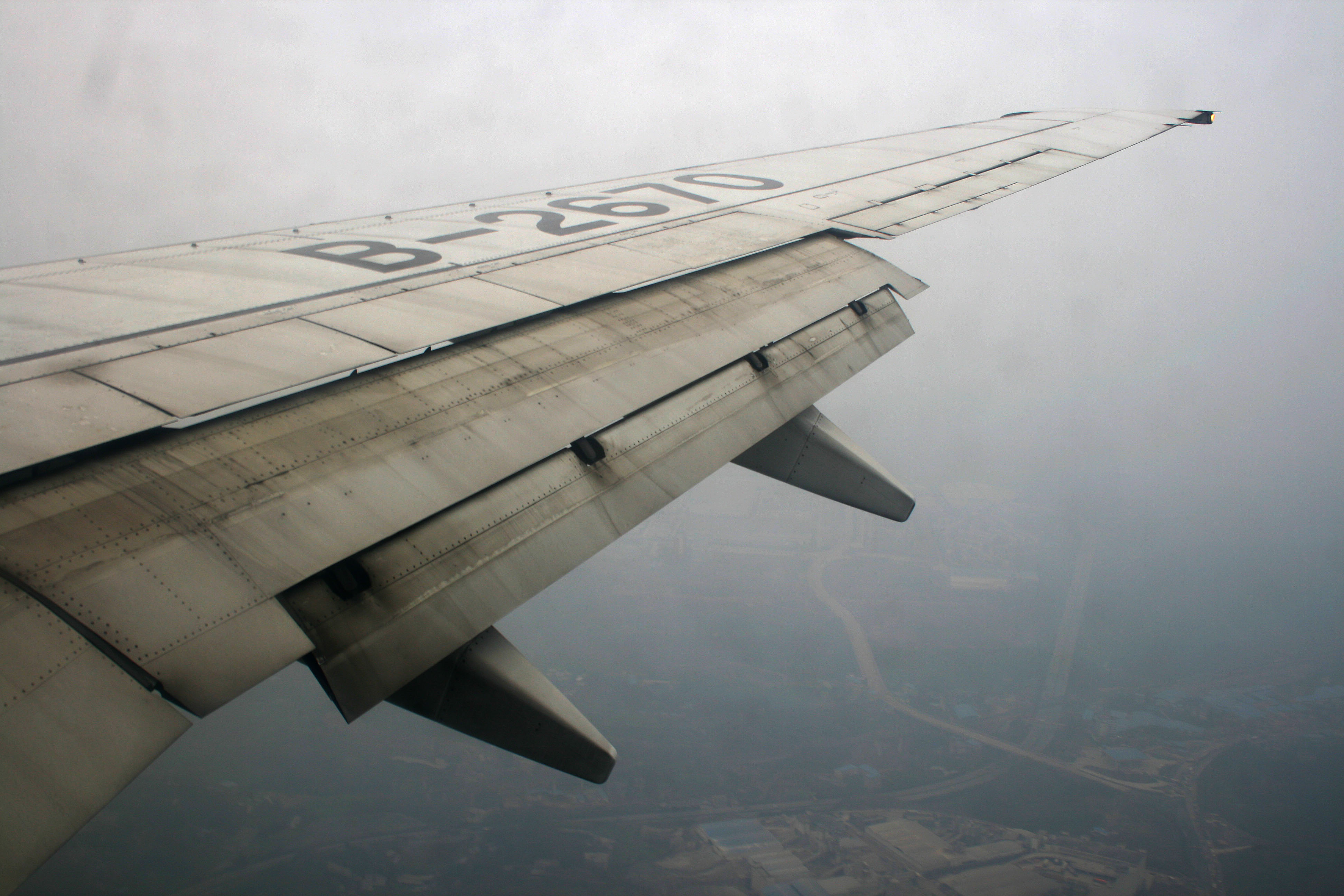
Выпущенные щелевые закрылки самолёта Боинг 737

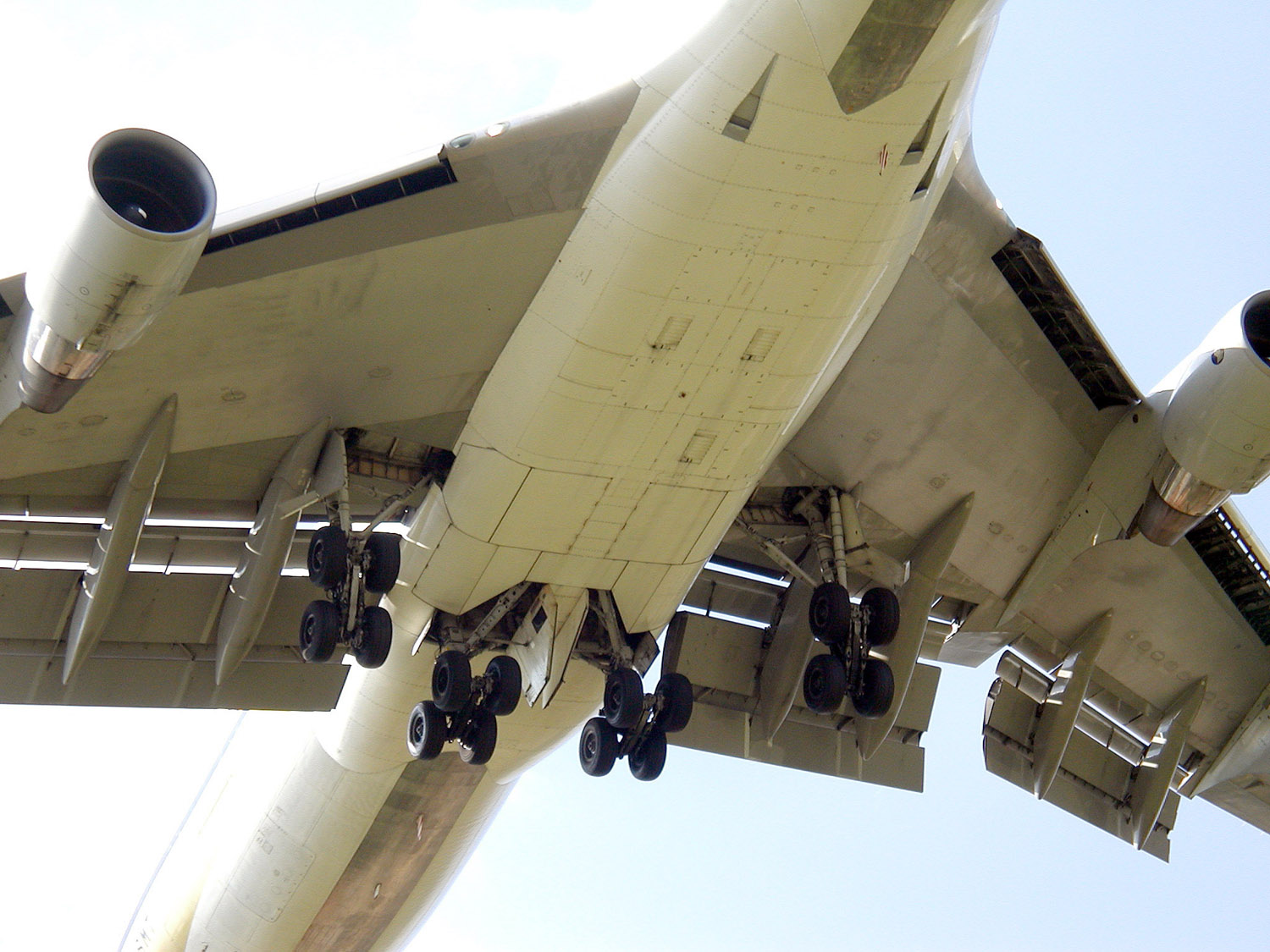
Выпущенная механизация крыла Боинг 747

Закры́лок — профилированная отклоняемая поверхность, симметрично расположенная на задней кромке крыла, элемент механизации крыла. Закрылки в убранном состоянии являются продолжением поверхности крыла, тогда как в выпущенном состоянии могут отходить от него с образованием щелей. Используются для улучшения несущей способности крыла во время взлёта, набора высоты, снижения и посадки, а также при полёте на малых скоростях. Существует большое число типов конструкции закрылков.

## Принцип работы закрылков
Принцип работы закрылков заключается в том, что при их выпуске увеличивается кривизна (Сy) профиля и (в случае выдвижных закрылков,
которые также называют закрылками Фаулера)
площадь поверхности крыла (S), следовательно, увеличивается и несущая способность крыла. Возросшая несущая способность крыла позволяет летательным аппаратам лететь без сваливания при меньшей скорости. Таким образом, выпуск закрылков является эффективным способом снизить взлётную и посадочную скорости. Второе следствие выпуска закрылков — увеличение аэродинамического сопротивления. Если при посадке возросшее лобовое сопротивление способствует торможению самолёта, то при взлёте дополнительное лобовое сопротивление отнимает часть тяги двигателей. Поэтому на взлёте закрылки выпускаются, как правило, на меньший угол, нежели при посадке. Третье следствие выпуска закрылков — продольная перебалансировка самолёта из-за возникновения дополнительного продольного момента. Это усложняет управление самолётом (на многих современных самолётах пикирующий момент при выпуске закрылков компенсируется перестановкой стабилизатора на некоторый отрицательный угол, либо отклонением цельноповоротного стабилизатора). Закрылки, образующие при выпуске профилированные щели, называют щелевыми. Закрылки могут состоять из нескольких секций, образуя несколько щелей (как правило, от одной до трёх).
К примеру, на Ту-154М применяются двухщелевые закрылки, а на Ту-154Б — трёхщелевые. Наличие щели позволяет потоку перетекать из области повышенного давления (нижняя поверхность крыла) в область пониженного давления (верхняя поверхность крыла). Щели спрофилированы так, чтобы вытекающая из них струя была направлена по касательной к верхней поверхности, а сечение щели должно плавно сужаться для увеличения скорости потока. Пройдя через щель, струя с высокой энергией взаимодействует с «вялым» пограничным слоем и препятствует образованию завихрений и отрыву потока. Это мероприятие и позволяет «отодвинуть» срыв потока на верхней поверхности крыла на бо́льшие углы атаки и бо́льшие значения подъёмной силы.
Выпуск и уборка закрылков могут производиться автоматически или по команде из кабины лётчика с помощью гидро-, пневмо- и электроприводов. Первые самолёты с механизацией задней кромки крыла были построены в 1920-х годах. В СССР закрылки впервые были установлены на самолётах Р-5, Р-6. Более широко закрылки стали применяться в 1930-х годах, когда получила распространение схема свободнонесущего моноплана.
На современных самолётах привод закрылков — это часто единый электро- или гидромотор, обычно двухканальный (сдублированный), который посредством валов передаёт крутящий момент на винтовой механизм перемещения закрылка, а сами закрылки двигаются по продольным направляющим (рельсам). В трансмиссии закрылков установлено несколько датчиков, которые отслеживают угловое положение правых и левых закрылков, а также их рассогласование между собой, при превышении порога которого автоматика блокирует их дальнейшее перемещение, а в ряде случаев и принудительно синхронизирует («дотягивает»). Датчики крайних положений останавливают закрылки, не позволяя им доходить до механических упоров при уборке и выпуске, что снижает механическую нагрузку на трансмиссию. Кроме этого, могут применяться фрикционные муфты, срабатывающие при превышении заданного усилия (например, при заклинивании трансмиссии). Дополнительно между закрылками может быть установлен вал синхронизации. Рукоятка управления закрылками в кабине обычно позволяет выпускать закрылки на любой угол (предусмотренный конструкцией), но часто в механизме рукоятки сделаны механические фиксаторы, для основных рабочих положений закрылков (обычно для убранного полётного положения, промежуточного взлётного и полного посадочного).

## Типы закрылков

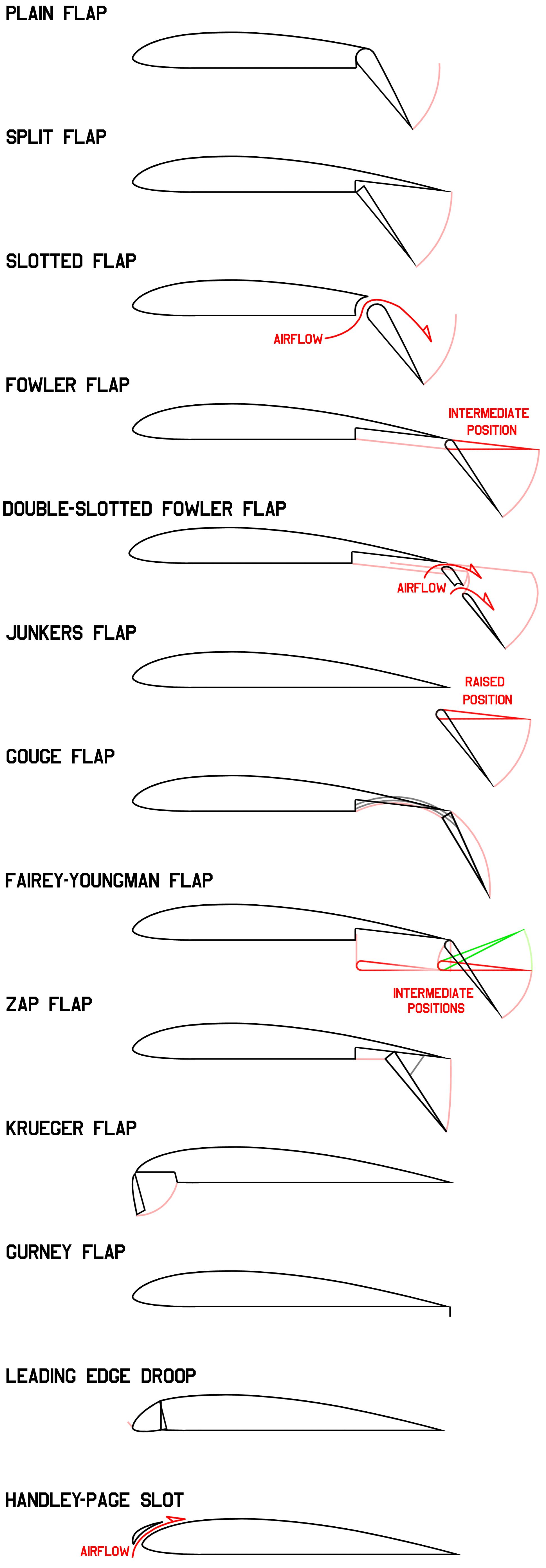
Схемы различных типов закрылков и предкрылков.

По своему устройству и манипуляциям закрылки делятся на:
- Простой (поворотный) закрылок. Самый простой вид закрылков. Увеличивает подъёмную силу за счёт увеличения кривизны профиля. Это просто отклоняемая вниз задняя кромка крыла. При этом увеличивается давление на нижней поверхности крыла. Однако область низкого давления над крылом уменьшается, поэтому простые закрылки менее эффективны, чем щитовые
- Щитовой закрылок. Может быть простыми и выдвижными. Простые щитки — управляемая поверхность, которая в убранном положении плотно прилегает к задней нижней поверхности крыла. При отклонении такого щитка между ним и верхней поверхностью крыла образуется зона некоторого разрежения. Поэтому верхний пограничный слой в эту зону как бы отсасывается. Это затягивает его отрыв на больших углах. При этом увеличивается скорость потока над крылом. Кроме того при отклонении щитка увеличивается кривизна профиля. Снизу происходит дополнительное торможение потока и увеличение давления. Общая подъёмная сила растёт. Это позволяет самолёту лететь с малой скоростью. Выдвижной щиток не только отклоняется вниз, но ещё и выдвигается назад. Эффективность такого щитка выше, потому что зона повышенного давления под крылом увеличивается, и условия отсоса пограничного слоя сверху улучшаются. При использовании щитков подъёмная сила на посадочном режиме может вырасти до 60 %. Щитки применяются в основном на лёгких самолётах.
- Щелевой закрылок. Получил своё название по причине образуемой им щели после отклонения. Эта щель позволяет проходить воздушной струе к области низкого давления и направлена она таким образом, чтобы предотвращать срыв потока, придавая ему дополнительную энергию. Щель в таком закрылке выполнена сужающейся и воздух, проходя через неё, разгоняется. Далее он, взаимодействуя с пограничным слоем, разгоняет и его, препятствуя его отрыву и увеличивая подъёмную силу. Таких щелей на закрылках современных самолётов бывает от одной до трёх и общее увеличение подъёмной силы при их применении достигает 90 %.
- Элерон-закрылок (иначе — зависающий элерон или флаперон). Подвижная поверхность на задней кромке крыла, в полёте выполняющая роль элерона и служащая для управления по крену, т. е. элерон-закрылки на левой и правой плоскости отклоняются дифференциально. При взлёте/посадке элерон-закрылки на обоих плоскостях крыла отклоняются синхронно вниз, увеличивая подъёмную силу крыла. Конструктивно различают элерон-закрылки, которые в режиме закрылков отрабатывают некоторый фиксированный угол, либо элерон-закрылки, которые после синхронного отклонения продолжают работать дифференциально для управления креном. В целом элерон-закрылки менее эффективны, чем щелевые, и применяются вынужденно, из-за технической невозможности установки самостоятельных закрылков (например, на лёгких самолётах) или недостаточного места на крыле (Су-27).
- Закрылок Фаулера — выдвижной закрылок. Выдвигается назад и вниз, чем увеличивает площадь и кривизну крыла. Как правило, он сконструирован таким образом, чтобы при его выдвижении ещё и создавалась щель, или две, или даже три. Соответственно он выполняет свою функцию наиболее эффективно и может давать прирост в подъёмной силе до 100 %.
- Закрылок Юнкерса. Это разновидность щелевых закрылков, внешняя секция которых используется в качестве элеронов для управления креном, а две внутренние секции играют роль закрылков. Применялся в конструкции механизации крыла немецкого штурмовика Junkers Ju 87.
- Закрылок Гоуджа. Служит для улучшения характеристик на посадке, в частности, для снижения посадочной скорости. В закрылках Гоуджа вместе с увеличением вогнутости увеличивается площадь крыла. Это даёт возможность уменьшить взлётную дистанцию и увеличить подъёмную силу. Такой вид закрылков успешно применялся на таких самолётах как Short Sunderland и Short Stirling. Изобрёл закрылок в 1936 году английский инженер сэр Артур Гоудж из компании Short Brothers.
- Закрылок Юнгмана. Использовался в конструкции британского палубного истребителя «Firefly». В выпущенном положении значительно увеличивали площадь крыла и подъёмную силу. Их должны были использовать не только при взлёте и посадке, но и в полёте.
- Закрылок со сдувом пограничного слоя. Закрылок, оборудованный системой управления пограничным слоем. Система сдува пограничного слоя с закрылков предназначена для улучшения посадочных характеристик самолёта. Суть управления пограничным слоем заключается в обеспечении безотрывного обтекания крыла в достаточно большом диапазоне углов атаки за счёт увеличения энергии пограничного слоя. Пограничный слой возникает в результате вязкого трения воздушного потока на обтекаемых поверхностях самолёта, причём скорость потока у обшивки резко падает до нуля. Воздействие на пограничный слой призвано ослабить или предотвратить срыва потока на обтекаемой поверхности, сохранить ламинарное течение.
- Реактивный закрылок. Представляет собой плоский поток воздуха, вытекающего с большой скоростью через заднюю кромку под углом к нижней поверхности крыла. За счёт реактивного закрылка увеличивается эффективная площадь крыла, изменяется характер обтекания профиля, за счёт импульса вытекающей струи создаётся вертикальная составляющая силы, разгружающая крыло. Применение реактивного закрылка позволяет получить большое значение коэффициента подъёмной силы, однако при этом требуется существенно больший коэффициент импульса выдуваемой струи, чем для управления пограничным слоем. Эффективность реактивного закрылка сильно падает с уменьшением удлинения крыла. Вблизи земли реактивный закрылок не обеспечивает получение расчётных значений приращения коэффициента подъёмной силы. Этим объясняется тот факт, что реактивный закрылок пока не получил широкого распространения и находится в стадии экспериментальных и теоретических разработок[3].
- Закрылок Герни. Закрылок, стоящий в конце крыла перпендикулярно его плоскости.
- Закрылок Коандэ. Закрылок, сохраняющий постоянную кривизну верхней поверхности при его отклонении и обдуваемый струёй сжатого воздуха или реактивной струёй воздушно-реактивного двигателя. Предназначен для увеличения подъёмной силы крыла за счёт отклонения струи вследствие эффекта А. Коандэ (способность струи прилипать к твёрдой поверхности, на которую осуществляется выдув) и эффекта суперциркуляции.

## Галерея

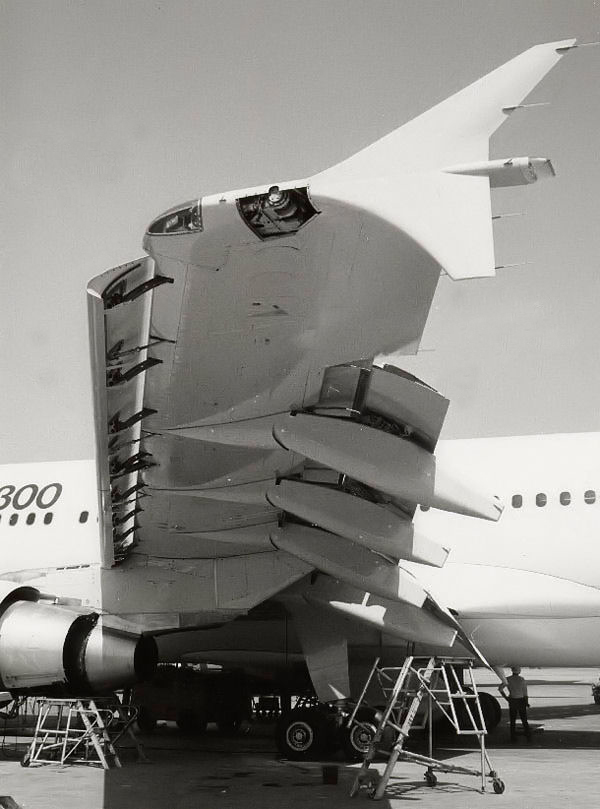
Полностью выпущенные предкрылки и закрылки Airbus A310
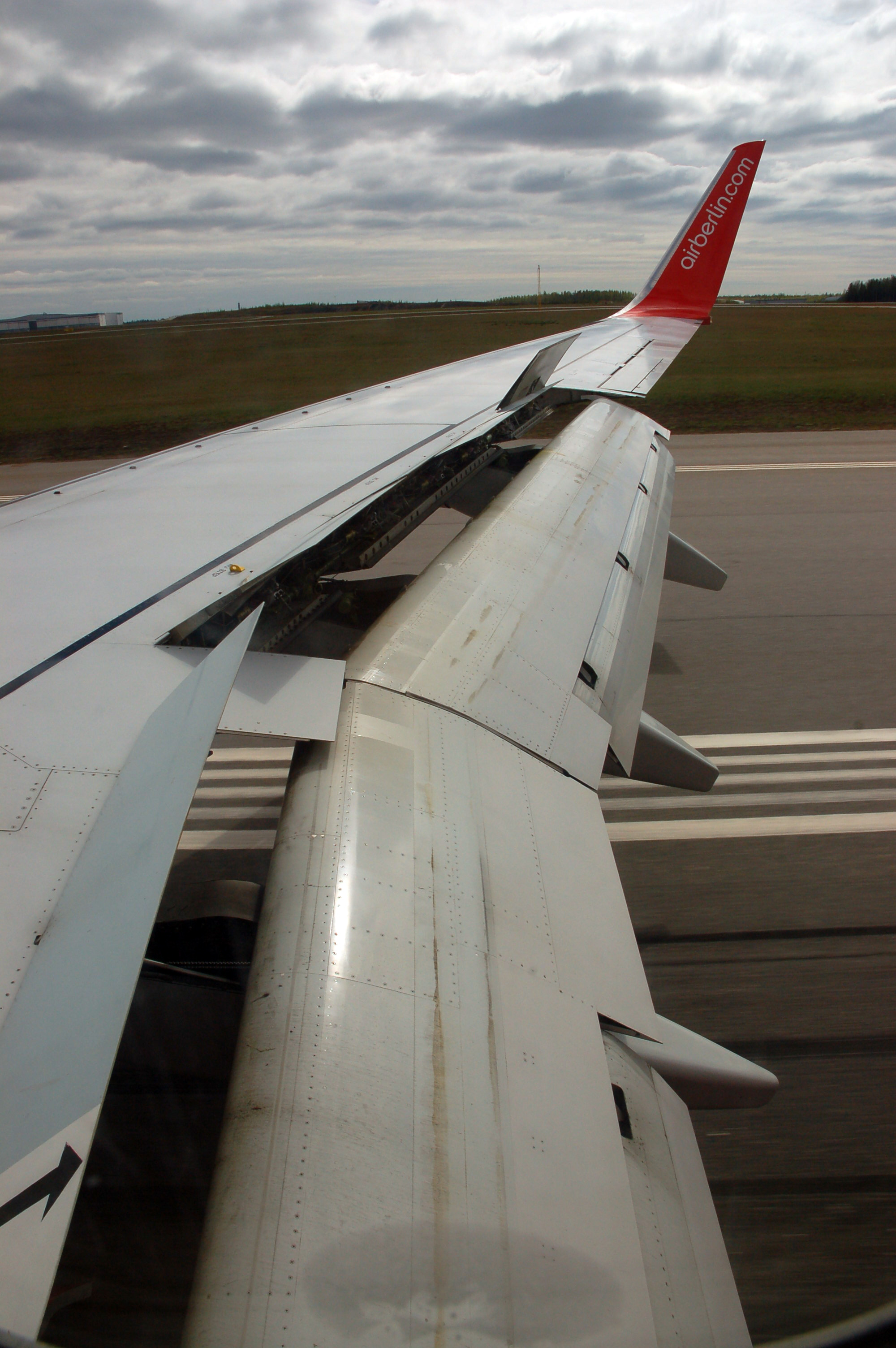
Крыло Boeing 737
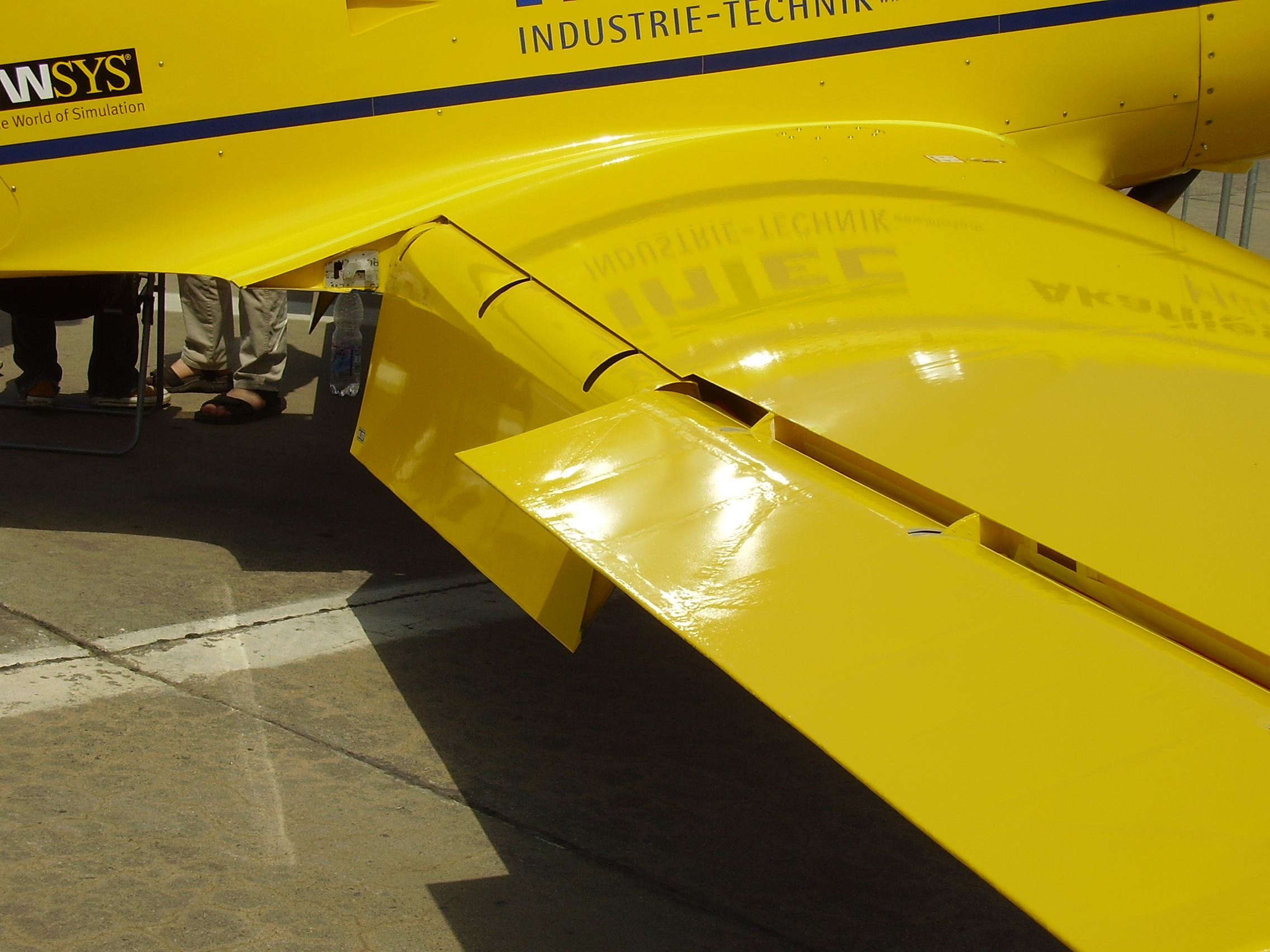
Простой (поворотный) закрылок
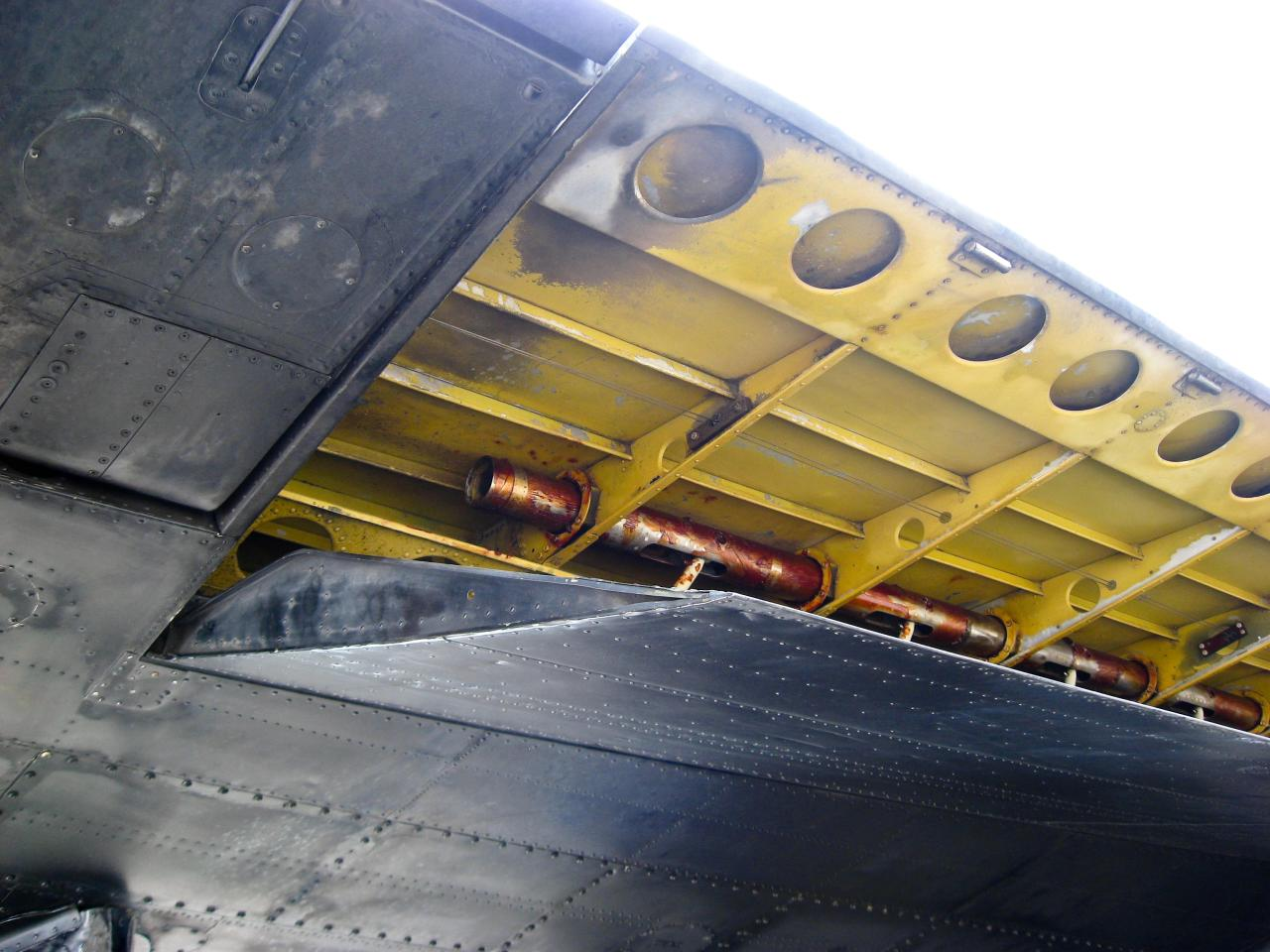
Щитовой закрылок Avro Lancaster
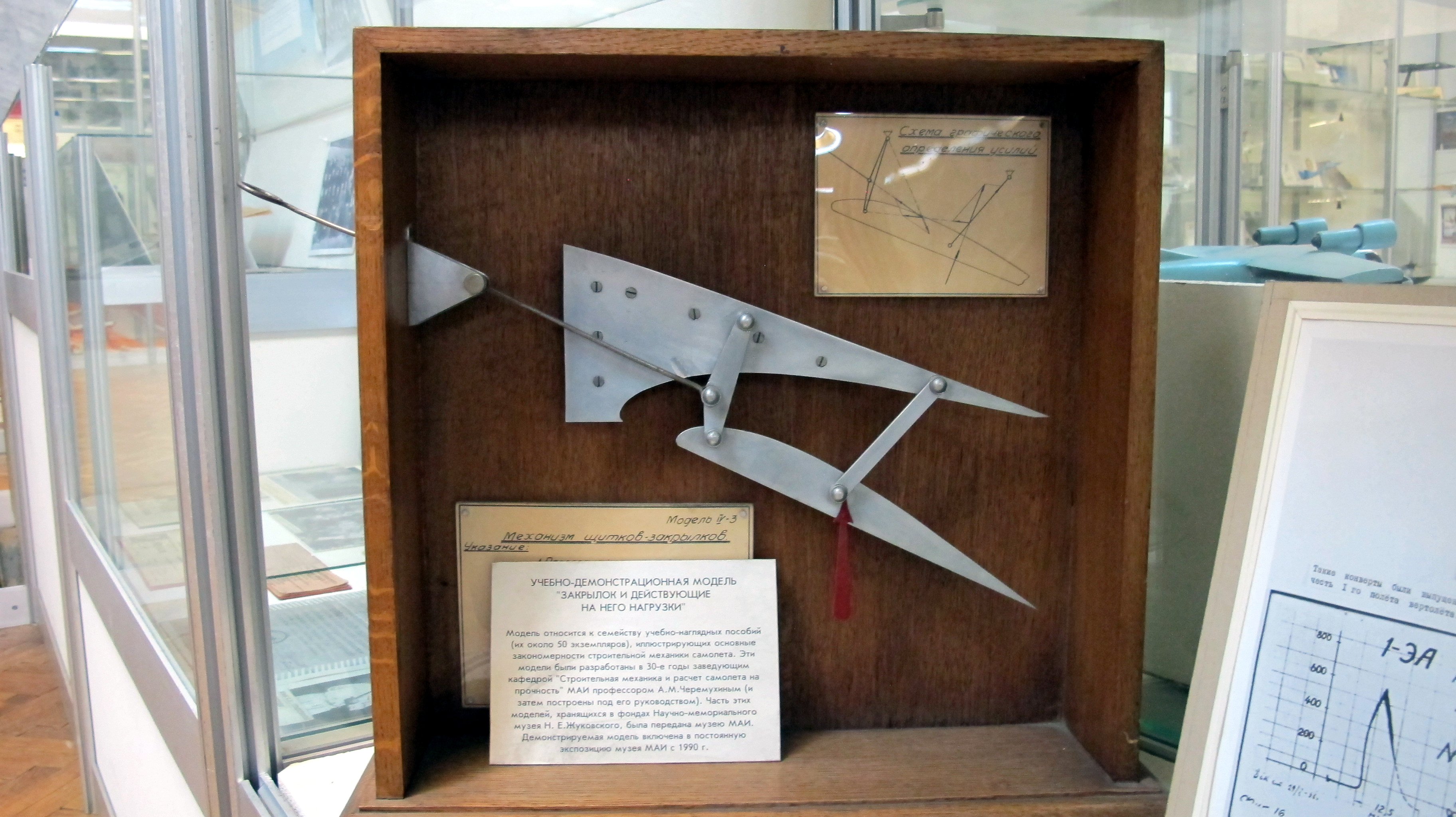
Закрылок и действующие на него нагрузки